# McLaren W1
La McLaren W1 è un'autovettura sportiva ad alimentazione ibrida sviluppata dalla casa automobilistica britannica McLaren e presentata il 6 ottobre 2024.

## Descrizione
L'auto è stata presentata al centro tecnologico McLaren di Woking in Gran Bretagna, in omaggio al 50º anniversario della conquistati del mondiale di Formula 1 con Emerson Fittipaldi.
La W1 si basa sulla piattaforma con architettura in fibra di carbonio McLaren Carbon Lightweight Architecture (MCLA). La W1 è spinta da un motore V8 da 4 litri sovralimentato da due turbo, derivato dalla McLaren 750S. Denominato MHP-8, sviluppa 928 CV ed è associato a un motore elettrico a flusso radiale da 347 CV alimentato da una batteria che offre 2 km di autonomia in elettrico. Le due unità insieme sviluppano 1275  CV e 1340 N·m di coppia.
È la McLaren omologata per uso stradale con l'accelerazione più rapida di sempre, raggiungendo i 100 km/h partendo da fermo in 2,7 secondi e i 200 km/h in 5,8 secondi. La velocità massima dichiarata è limitata elettronicamente a 350 km/h.
Il costo di ogni esemplare è di circa 2,1 milioni di dollari e la produzione è limitata in 399 esemplari, già tutti venduti al momento della presentazione.